# Ingezwenkte lijstgevel

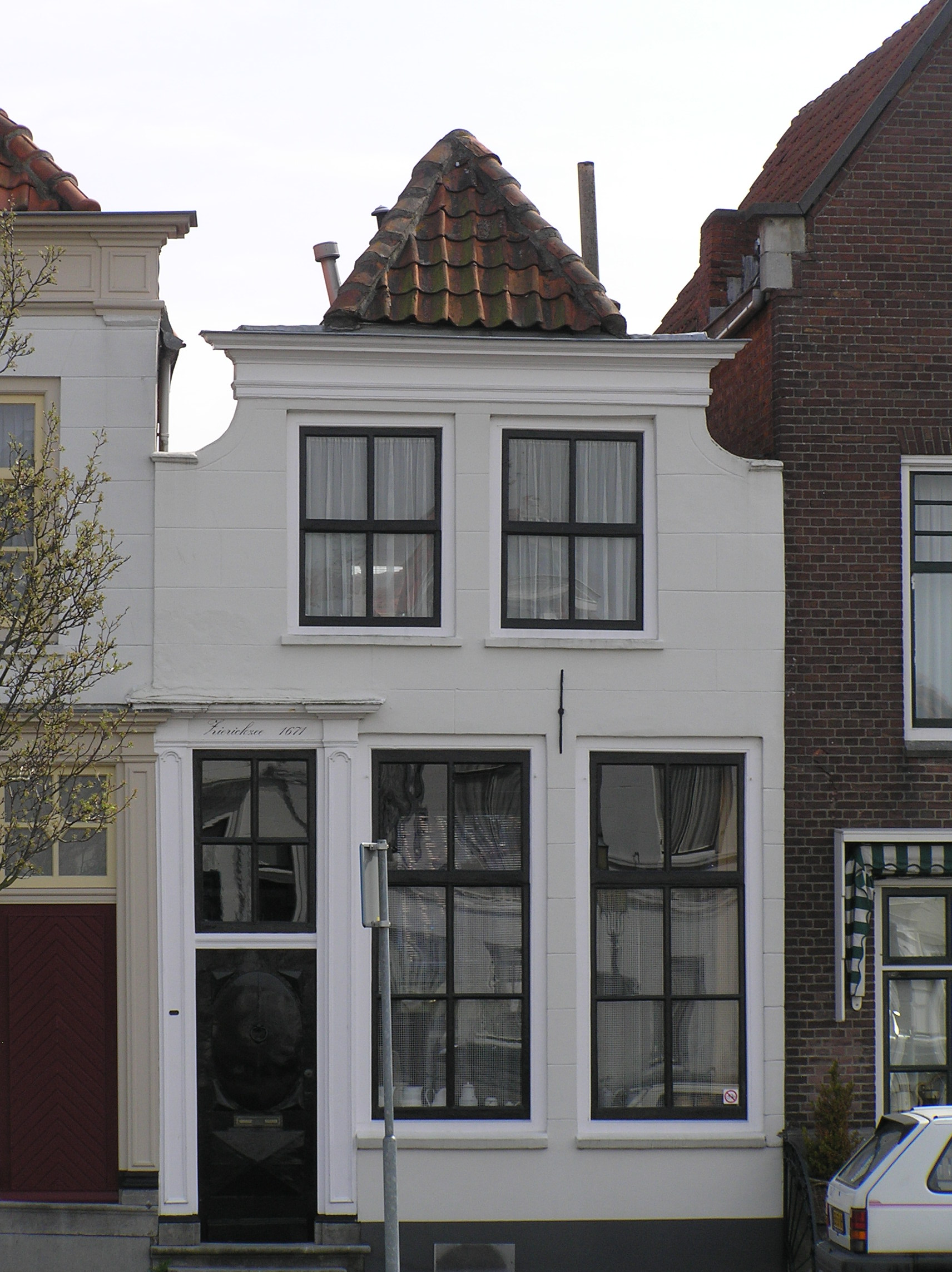
Ingezwenkte lijstgevel

Een ingezwenkte lijstgevel is een lijstgevel waarvan de bovenlijst smaller is dan de basis. Het verschil in breedte wordt overbrugd door een kwartcirkelvormige inzwenkingen aan beide zijden van de bovenlijst, zodat niettemin een symmetrische gevel ontstaat. De ingezwenkte lijstgevel kan als een tussenvorm van de tuitgevel naar de lijstgevel worden gezien.
Men ziet veel ingezwenkte lijstgevels in de Noord-Brabantse streek Langstraat.

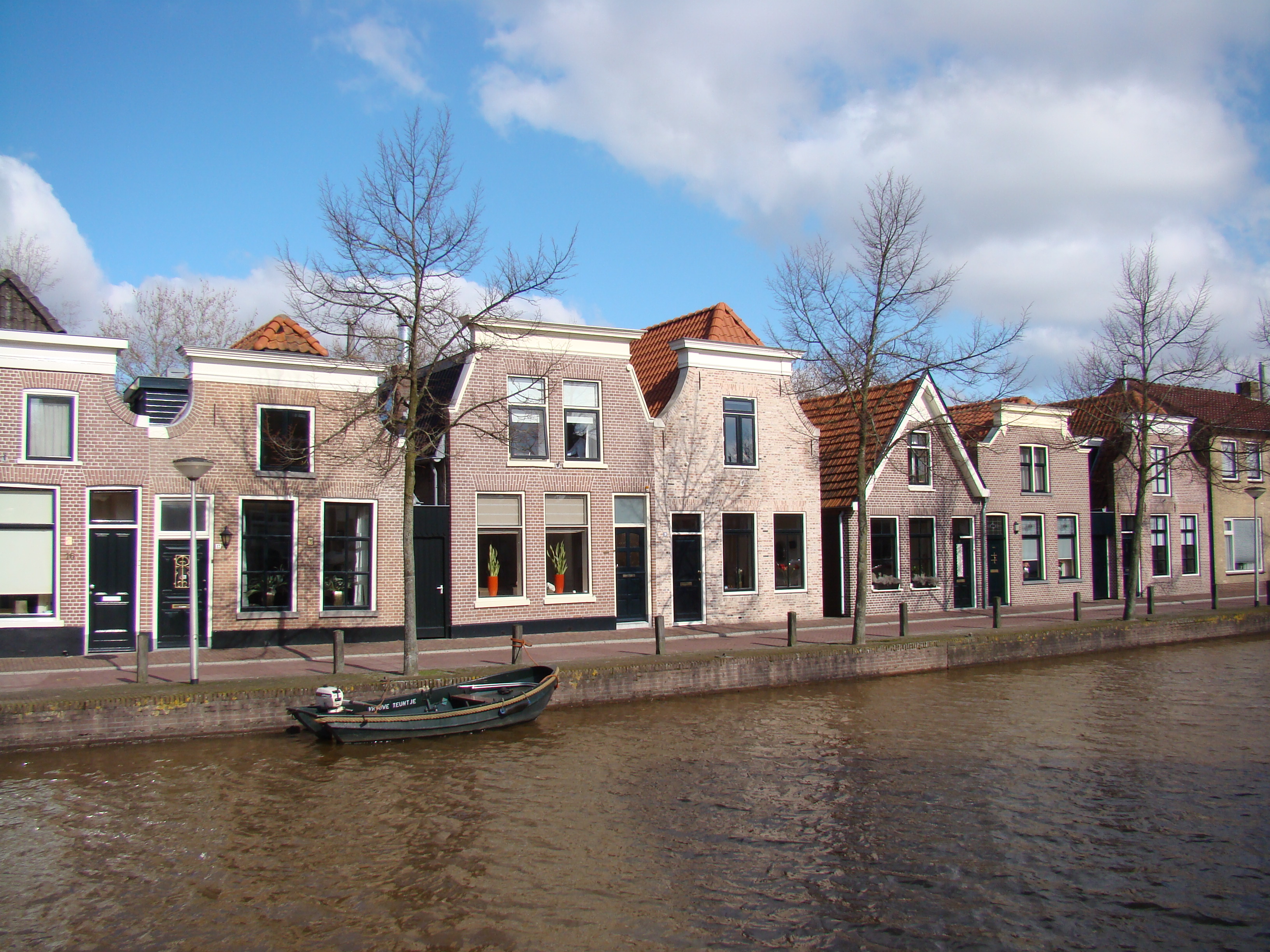
Keizersgracht te Meppel met vele ingezwenkte lijstgevels.